# Athyrium skinneri
Athyrium skinneri är en majbräkenväxtart som först beskrevs av Bak., och fick sitt nu gällande namn av Carl Frederik Albert Christensen. Athyrium skinneri ingår i släktet Athyrium och familjen Athyriaceae. Inga underarter finns listade.